# 沙赫特比希
沙赫特比希（德語：Schachtebich）是德国图林根州的市镇，隶属于艾希斯费尔德县。总面积为3.81平方千米，截至2023年12月31日总人口为247人。